# Louisville (Tennessee)
Louisville – miasto w Stanach Zjednoczonych, w stanie Tennessee, w hrabstwie Blount.